# CPIM
CPIM (Certified in Production and Inventory Management) to specjalne szkolenie zakończone certyfikatem opracowane przez APICS prowadzone od 1973 roku.
Aby uzyskać certyfikat należy zdać serię egzaminów z następujących pięciu modułów:
- Basics of Supply Chain Management – Podstawy zarządzania łańcuchem dostaw.
- Master Planning of Resources – Nadrzędne planowanie zasobów
- Detailed Scheduling and Planning – Szczegółowe planowanie i harmonogramowanie
- Execution and Control of Operations – Wykonywanie i kontrola operacji
- Strategic Management of Resources – Strategiczne zarządzanie zasobami

Szkolenie z każdego modułu trwa 3 dni i nie jest wystarczające do zdania egzaminu. Na świecie jest 80 tys. osób posiadających certyfikat CPIM.